# 副司令马科斯
拉斐尔·塞瓦斯蒂安·纪廉·比森特（西班牙語：Rafael Sebastián Guillén Vicente；1957年6月19日—），化名副司令马科斯，墨西哥叛乱分子，曾是恰帕斯冲突中萨帕塔民族解放军（EZLN）的军事领导人和发言人，在涉及他者运动的事物中也称为代表零（Delegado Cero）。他也是一个作家，政治诗人以及全球化、资本主义与新自由主义坦率的反对者。他是国际知名的游击队员，有“新” 与“后现代”切·格瓦拉之称。
化名“马科斯”是在一个军事道路检查站被杀害的一个战友的名字；而不是为人们推测的EZLN最先发起的七个社区：Las Margaritas、Amatenango del Valle、Comitán、Ocosingo 与 San Cristóbal 的首字母。

## 背景
墨西哥政府宣称：副司令马科斯的真实身份是塔毛利帕斯州坦皮科的拉斐尔·塞瓦斯蒂安·纪廉·比森特（Rafael Sebastián Guillén Vicente，1957年6月19日）。纪廉生于墨西哥的西班牙移民家庭，毕业于坦皮科文化学院（坦皮科的一所耶稣会学校），他可能在这里熟悉了解放神学。纪廉随后到墨西哥城，毕业于大都会自治大学，其后他获得了墨西哥国立自治大学的哲学硕士学位并在离开国立自治大学之后于大都会自治大学任教授。但是马科斯始终否认他是拉斐尔·纪廉，纪廉的家人不知道他发生了什么并拒绝表态他们是否认为马科斯与纪廉是同一个人。纪廉的家庭深深地介入了塔毛利帕斯的政治。纪廉的姐姐 Mercedes del Carmen Guillén Vicente，是塔毛利帕斯州的总律师以及革命制度党非常有影响力的成员，该党统治墨西哥超过了70年。2001年，在向墨西哥城的长征途中，马科斯访问了国立自治大学，在演讲中他明确表示他至少曾经到过那里。
像同时代许多人一样，纪廉在1968年事件后变得激进起来，他成为毛主义组织民族解放阵线（las Fuerzas de Liberación Nacional，FLN）中一名战士。但是，遭遇了恰帕斯原住农民观点，FLN 内部政治斗争，走出恰帕斯起义失败之后，他投向了与安东尼奥·葛兰西理论平行的社会革命道路，这在他大学时代流行于墨西哥。
在纪录片《一个名叫恰帕斯的地方》（A Place Called Chiapas）中，当被问道他在恰帕斯的第一天时，马科斯说：
想象一个人来自城市文化。世界上最大的城市之一，受过大学教育，惯于城市生活。就像降落在另一颗行星。语言，环境是新的。你好像是外部世界的局外人。每一件事情都告诉你：“离开。这是一个错误。你不属于这个地方。”而且是以一种外国语言说的。但是他们让你知道，这里的人民，他们的行为方式；这里的天气，它下雨的方式；这里的阳光；这里的土地，它变泥泞的方式；这里的疾病；这里的昆虫；思乡病。你被告知。“你不属于这里。”如果那不是噩梦，那是什么？
在内蒂·维尔特（Nettie Wild）拍摄的这部纪录片中，人们也能听到萨帕塔人有力的辩论。这是以西班牙语进行的，而不是当地玛雅口语。他向影片制作者说道，只有他的眼睛与烟袋能看到：“这是我们的日子，死者的日子”。马科斯揭示了萨帕塔人相信他是死者，萨帕塔人也是。
他许多著作——文章、诗歌、演讲与信件——汇编成《我们的词语就是我们的武器》（Nuestra arma es nuestra palabra）一书。2005年，他与犯罪小说作家帕柯·伊格纳西奥·泰博二世（Paco Ignacio Taibo II）合作著有小说《不宁的死者》（Muertos incómodos）。

## 马科斯的自述

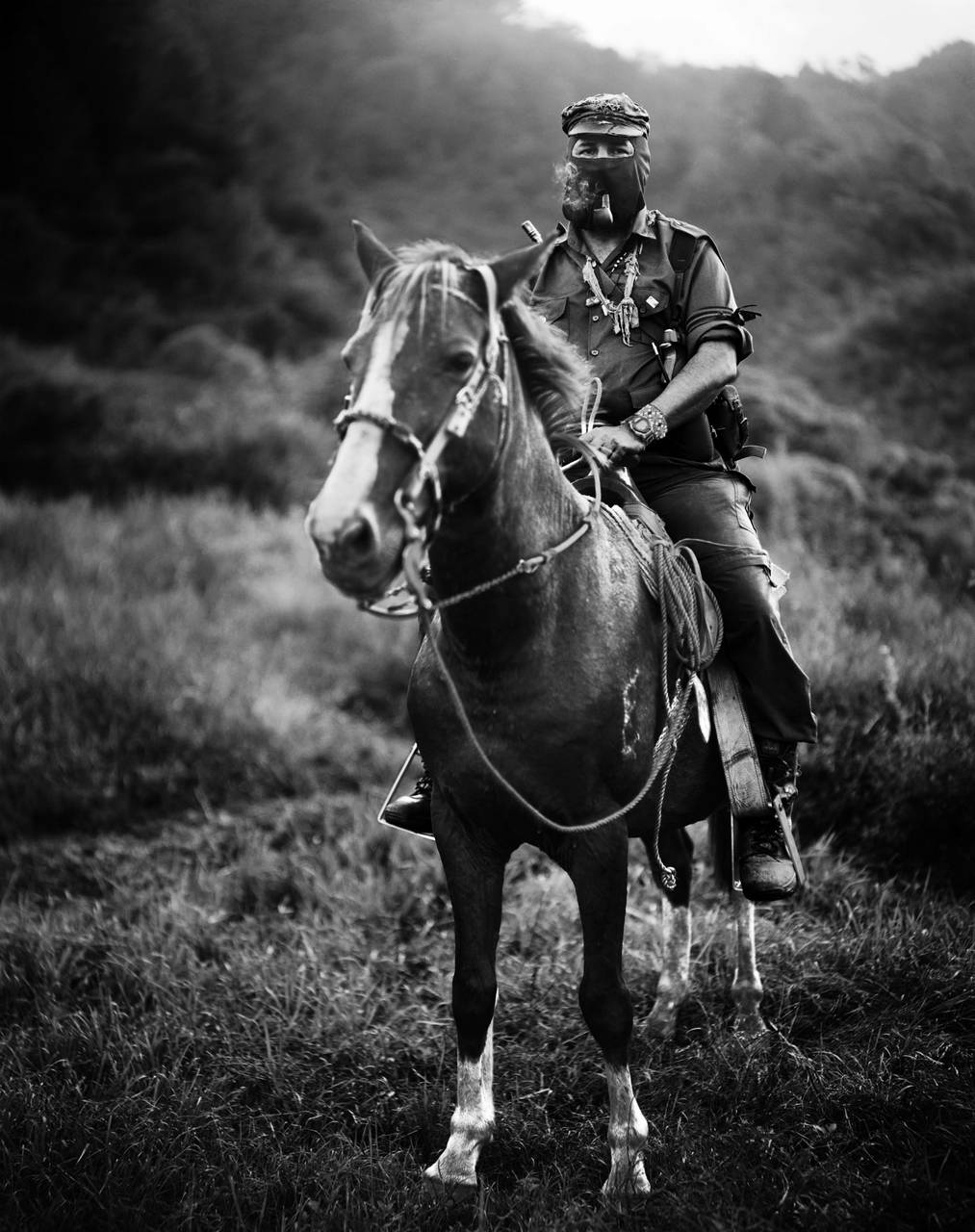
摄于1996年

在1994年5月28日马科斯发出的公报的附言中（附言，附附言是他写作的一个特色），他写道：
“附言——致你们之中对马科斯是否为同性恋感到疑惑的人：马科斯是三藩市的同性恋者，南非的黑人，欧洲的亚洲人、圣伊西德罗的墨西哥裔移民，西班牙的无政府主义者，以色列的巴勒斯坦人，圣克利斯托瓦尔街上的原住民，贫民窟中的帮派分子，大学城中的摇滚青年，纳粹德国的犹太人，墨西哥国防部里的廉政调查员，政党中的女性主义者，后冷战时代的共产党人，西塔拉巴的囚犯，波斯尼亚的和平主义者，安第斯山中的马普切人，国家教师工会中的教师，没有画廊或画册的艺术家，墨西哥任何部分、任何一座城市、任何一条街区上星期六晚上的家庭主妇，二十世纪末墨西哥的游击队员，独立工会中的罢工者，被迫编造花边新闻的记者，女权运动中的性歧视者，夜晚10点地铁上的单身女人，于墨西哥城宪政广场上静坐的退休老人，无地的农民，待业的编辑，失业的工人，没有病人的医生，反叛的学生，新自由主义的异议者，没有书或没有读者的作家，当然了，还是墨西哥东南的萨帕塔人。总之，马科斯是这世界上的任何一个人。马科斯是所有那些遭排斥的、受迫害的、抵抗的、迸发出呼唤：“受够了就是受够了！”（¡Ya basta!）的少数群体。所有少数群体开口说话之日，便是强势群体陷入沉默与忍受之时。所有遭排斥的人们，寻找着语词，自己的语词，令强势群体分崩离析。所有那些令权力和良知不适之人——这就是马科斯。”

## 政治与哲学著作
从1992年到2006年，马科斯写了超过200篇随笔和故事，出版了21本书总共至少有33个版本，广泛地记录了他的政治与哲学观点（见参考书目）。这些书中的随笔和故事是重复出现的。马科斯偏好于间接表达；他的作品经常是寓言。但是，有一些也是朴素和直接的。2003年1月，写给巴斯克祖国与自由的信中，标题为《我嘲笑这个行星上所有革命先锋》（I shit on all the revolutionary vanguards of this planet），马科斯说：“我们教育EZLN(薩帕塔民族解放軍)的孩子们有和颜色一样多的词语，以及同样的多思想，因为在它们内部是词语生长的世界……我们教育他们要说真话，那便是讲，用他们的内心说话。”
马科斯最有名的著作之一《颜色的故事》（La Historia de los Colores），是写给孩子的历史书。该书基于玛雅创世神话，它教导宽容与尊重多样性。该书本来在美国国家艺术基金会的支持下将出版英文版，但1999年在一家报纸记者质问其主席 William J. Ivey 后，NEA 突然取消了赞助。Lannan 基金会 （页面存档备份，存于）在 NEA 撤出之后加入赞助。
尽管马科斯的政治哲学有时被归为马克思主义，他大量民粹主义著作关注于商业与国家对人民的不公正待遇，使萨帕塔人意识形态带有浓厚的无政府主义色彩。在有名的一篇1992年随笔中，马科斯以其特有风格的牢骚开始他五“章”中每一章：
“这一章讲述最高政府如何被恰帕斯原住民的贫穷所打动，赠与这片地区以宾馆、监狱、兵营与军事机场。它也讲述了野兽如何填饱人民的血液，以及其他悲惨与不幸的事件……少数买卖，其中之一是墨西哥政府，掠取了恰帕斯所有财富，而在交换中留下他们致命的印记。”
“这一章讲述了统治者的故事，总督的学徒，和他英勇地反对进步神职人员，以及他与封建家畜、咖啡和商业领主的冒险经历。”
“这一章讲述总督如何具有天才的想法并将这个想法付诸实践。它也讲述了帝国如何判决了社会主义的死亡，然后使自己面对执行这个判决、强者的巨大喜悦、弱者的悲痛与大多数的漠不关心。”
“这一章讲述了在东南部如何高贵地、无视地携起手来，以及 Jacinto Pérezs 的幽灵如何穿越  Chiapaneco 高地。它也讲述了已经耗尽的一种忍耐以及被忽视但有严重后果的其他事件。”
“这一章讲述了原住民如何有尊严地设法使自己被关注，但是他们的声音只延续了一小会。它也讲述了在今天又一次言说之前言说过的声音，以及印第安人再一次向前迈步但是这一次有着坚定的步伐。”

马科斯著作中省略、反讽与浪漫主义风格也许是与他所说的与反抗的痛苦环境保持距离的方式。不管怎样，他大量的词语输出有一个目的，就是其一本2002年书的标题所说的：“我们的词语是我们的武器”（Our Word is Our Weapon）。

## 他者运动
在马科斯广受关注的一篇文章中，2005年6月萨帕塔民族解放军（EZLN）宣布他者运动（La Otra Campaña），在墨西哥大选竞选之初。EZLN 不打算竞选或推举候选人。相反它呼吁一个新宪法阻止公共资源私有化以及给大约57个原住民提供自治。超过900个组织参与了他者运动。他者运动也宣布了 EZLN 可能会暂时重组，关闭海螺（caracoles，指议事会 councils），要求国际支持者撤离这些地区，关闭位于 San Cristóbal de Las Casas 的 EZLN 信息中心然后以“秘密和游牧的方式”工作。
2006年1月，马科斯开始了全墨西哥二十一州旅行。在几年之前的一次采访中，马科斯表明了他对墨西哥政府的态度：
“国家政党系统腐败不堪，卷入毒品贩卖，留下一串欺骗、谎言并失去了墨西哥民族的合法性。”
他骑着黑色摩托车旅行，这是为了纪念切·格瓦拉1952年穿越南美的旅行，这位被杀害的革命者的个人传记《摩托日记》使切的这次旅行名垂千古
。
在马科斯的旅行之中，他把他的名字换成“代表零”（Delegado Cero）。2006年5月9日星期二，他出现于墨西哥国家电视台。他评论了在德克斯可可镇警察试图将鲜花小贩驱逐出摊位之后发生的一起骚乱，在墨西哥广为报道 ，马科斯说，“州警察们总是以他们的野蛮行径著称……州警察介入，事态变得无法控制。联邦政府介入，事态也变得无法控制，是他们制造了镇压的气氛。”
马科斯与其他EZLN发言人抵制他们视为南美的新自由主义者政权，在2006年包括巴西、阿根廷、委内瑞拉、乌拉圭与玻利维亚的政府，声称这些政府没有将来也不会做出有意义的改变。至于墨西哥可能的领导方式，他们说，特别地，一个由民主革命党候选人安德列斯·曼努埃尔·洛佩斯·奥夫拉多尔领导的政府会与前总统卡洛斯·沙利纳斯一样，将拒绝放弃由世界银行、世界贸易组织与美国强加的政策。定于2006年1月到7月举行的他者运动的“市民大会”（Town Meeting），给洛佩斯·奥夫拉多尔留下了某些影响，这位墨西哥城前市长与总统候选人，他于2005年12月间在恰帕斯组织竞选活动。马科斯从未认可洛佩斯·奥夫拉多尔并斥责整个选举系统。

## 吉祥物
副司令马科斯在旅行时戴有一个动物吉祥物：一只残疾的公鸡他称为“企鹅”（el pingüino）。根据纽约时报2006年1月6日一文，马科斯用这只动物作为他为之斗争的各种各样被剥夺的人民的象征。

### 马科斯的著作
. . Westfield, NJ: Open Magazine Pamphlet Series. 1994.
. . Berkeley, CA: New Earth Press. 1994. Subtitled Communiques And Interviews From The Zapatista National Liberation Army. With Ben Clarke and Clifton Ross, Editors. Republished 1997, San Francisco: Freedom Voices.
. . Paris: Éditions Dagorno. 1994.
. . Paris: Éditions Dagorno. 1996.
. . Montréal: Éditions Mille et Une Nuits. 1996. Subtitled Un Orage et Une Prophétie in Coffret, Dix Textes Contre. French translation of "Chiapas: el Sureste en dos vientos, una tormenta y una profecía" and other essays.
Subcomandante Marcos;  et al. . New York: Monthly Review Press. 1996. With John Ross, Editor. Subtitled The Letters and Communiques of Subcomandante Marcos and the Zapatista Army of National Liberation. English translation of unpublished works.
. . Guadalajara, Mexico: Colectivo Callejero. 1996. Illustrated by Domitila Dominguez. Republished 1999 and 2003, El Paso, TX: Cinco Puntos Press.
Christopher Day, Mariana Mora and Subcomandante Marcos. . Oakland, CA: Regent Press. 1998.
. . El Paso, TX: Cinco Puntos Press. 1999. Illustrated by Domitila Dominguez. Bilingual edition. Republished 2001, London: Latin America Bureau, and 2003, El Paso, TX: Cinco Puntos Press.
. . Barcelona: Plaza y Janés Editores. 1999.
. . Barcelona: Plaza y Janés Editores. 2000.
. . Buenos Aires: Retorica Ediciones. 2001.
. . Paris: Éditions L'Esprit Frappeur. 2001.
Subcomandante Marcos, Elena Poniatowska and Simon Ortiz. . El Paso, TX: Cinco Puntos Press. 2001. Illustrated by Domitila Dominguez and Antonio Ramirez. Subtitled Folktales of the Zapatista Revolution.
Noam Chomsky, James Petras and Insurgente Marcos Subcomandante. . Buenos Aires: Editorial 21. 2001.
Lauro Zavala, Carlos Monsivais and Subcomandante Marcos, Ed. . Madrid: Alfaguara, Santillana Ediciones Generales. 2001. Republished 2002, Miami, FL: Santillana USA Publishing.
. . Toronto: Siete Cuentos Editorial. 2002. With Juana Ponce de Leon, Editor.
. . Toronto: Seven Stories Press. 2002. With Juana Ponce de Leon, Editor. English translation of Nuestra Arma es Nuestra Palabra.
Atilio Boron, Joseph E. Stiglitz and Insurgente Marcos Subcomandante. . Buenos Aires: Ediciones Continente. 2002.
Sous-commandant Marcos;  et al. . Trois-Rivières, Québec: Écrits des Forges. 2002. French translation of Desde las Montañas del Sureste Mexicano. Republished 2003, Pantin, France: Le Temps des Cerises.
. . Yogyakarta: Insist Press. 2003. Ronny Agustinus, Translator and Editor. Indonesian translation of Marcos' essays and stories (1994-2001).
. . Lyon: Éditions de la Mauvaise Graine. 2004.
. . Yogyakarta: Resist Book. 2004. Ronny Agustinus, Translator and Editor. Indonesian translation of Marcos' essays and stories (2001-2004).
. . Hamburg: Edition Nautilus. 2005. German version of Don Durito de la Forêt Lacandone.
Subcomandante Marcos and Paco Ignacio Taibo, II. . Miami, FL: Planeta Publishing. 2005. Subtitled Falta lo que Falta.
Subcomandante Marcos and Paco Ignacio Taibo, II. . Berlin Assoziation A. 2005. German translation of Muertos Incómodos.
Paco Ignacio Taibo, II, and Sous-commandant Marcos. . Paris: Éditions Rivages. 2006. French translation of Muertos Incómodos.
Subcomandante Marcos and Paco Ignacio Taibo, II. . Padova: Società Cooperativa Carta. 2005  [2008-12-03]. （原始内容存档于2007-09-27）. Italian translation of Muertos Incómodos. Full text online.
Subcomandante Marcos and Paco Ignacio Taibo, II. . New York: Akashic Books. 2006. Subtitled What's Missing is Missing. English translation of Muertos Incómodos. (Scheduled release September, 2006.)
. . Brooklyn, NY: Autonomedia. 2006. Subtitled Stories of the Zapatistas and Neoliberalism. Expanded version of Don Durito de la Forêt Lacandone published in French and Botschaften aus dem lakandonischen Urwald published in German.
. . San Francisco: City Lights Books. 2006. Subtitled The Zapatista Call for Change from Below. Bilingual edition.
. . San Francisco: City Lights Books. 2007.
. . 上海人民出版社. 2006  [2008-12-04]. ISBN 7208062609. （原始内容存档于2016-03-05）.戴锦华、劉健芝等编译，这是中文世界迄今惟一关于副司令马科斯的书籍，译者写下一章“题记”来介绍马科斯与恰帕斯萨帕塔运动。本文的名词与马科斯的自述一节翻译大部分来自此书。

### 相关书籍
- Anurudda Pradeep (අනුරුද්ධ ප්රදීප්). . 2006.

- Nick Henck. . Durham, NC: Duke University Press. 2007.

- mihalis mentinis (2006). ZAPATISTAS: The Chiapas Revolt and What It Means for Radical Politics. London: Pluto Press.

- John Ross. . Monroe, ME: Common Courage Press. 1995.

- George Allen Collier and Elizabeth Lowery Quaratiello. . Oakland, CA: Food First Books. 1995.

- Bertrand de la Grange and Maité Rico. . Madrid: Alfaguara, Santillana Ediciones Generales. 1997.

- Yvon Le Bot. . Paris, Éditions du Seuil. 1997.

- Maria del Carmen Legorreta Díaz. . Mexico City: Editorial Cal y Arena. 1998.

- John Womack, Jr. . New York: The New Press. 1999.

- Manuel Vázquez Montalbán. . Madrid: Aguilar. 1999.

- Ignacio Ramonet. . Paris: Galilée. 2001. Subtitled Conversations avec le Sous-commandant Marcos.

- Manuel Vázquez Montalbán. . Berlin: Verlag Klaus Wagenbach. 2001. German translation of Marcos: el Señor de los Espejos.

- Alma Guillermoprieto. . New York: Knopf Publishing Group. 2001.

- Manuel Vázquez Montalbán. . Montréal: Éditions Mille et Une Nuits. 2003. French translation of Marcos: el Señor de los Espejos.

- Gloria Muñoz Ramírez. . Paris: Éditions Nautilus. 2004.